# 小行星1852
小行星1852（1852 Carpenter）是一颗绕太阳运转的小行星，为主小行星带小行星。该小行星于1955年4月1日发现。
該小行星以美國天文學家埃德溫·弗朗西斯·卡彭特命名。

## 轨道参数
小行星1852的轨道半长轴为3.0135233 UA，离心率为0.064。